# 印度醫療旅遊
印度醫療旅遊（英語：medical tourism in India）是該國經濟中一個仍在持續成長的產業。估計印度此產業於2022年的產值為90億美元。每年約有200萬名來自78個國家的人士前往印度接受醫療、保健和試管嬰兒的服務，為此產業帶來60億美元的收入，預計這個產業的產值到2026年將達到130億美元。印度政府也提出"在印度治療"倡議，進行推廣。根據印度工商聯合會和安永會計師事務所在2019年發佈的一份報告，來印度參與此種旅遊的大部分人士來自東南亞、中東、非洲和南亞區域合作聯盟 (SAARC) 國家。印度也接待大量來自澳大利亞、加拿大、中國、俄羅斯、英國和美國的人士。清奈已成為公認的印度醫療保健之都。
印度政府為鼓勵國際人士前來醫療旅遊，已在2019年2月擴大電子觀光簽證制度，以簡化及加速申請流程。簽證可得的最長停留期限為6個月。外國人自2019年8月30日起，可無須申請醫療簽證即可在印度接受任何醫療治療，但器官移植除外。
印度內政部在2023年8月宣佈設立阿育吠陀簽證類別（Ayush Visa），以促進外國人前往印度進行醫療保健活動。此外，精通科技的公司也紛紛介入，提供線上醫療旅遊服務，以填補目前尚被忽略的一塊缺口。

## 吸引力
前往印度接受醫療照護服務的優勢包括低成本、最新醫療技術、符合國際品質標準、在西方國家（包括美國和英國在內）接受培訓的醫生，以及操流利英語的工作人員。外國人在印度遇到語言障礙的可能性較小。

## 印度於此產業的優勢

### 成本

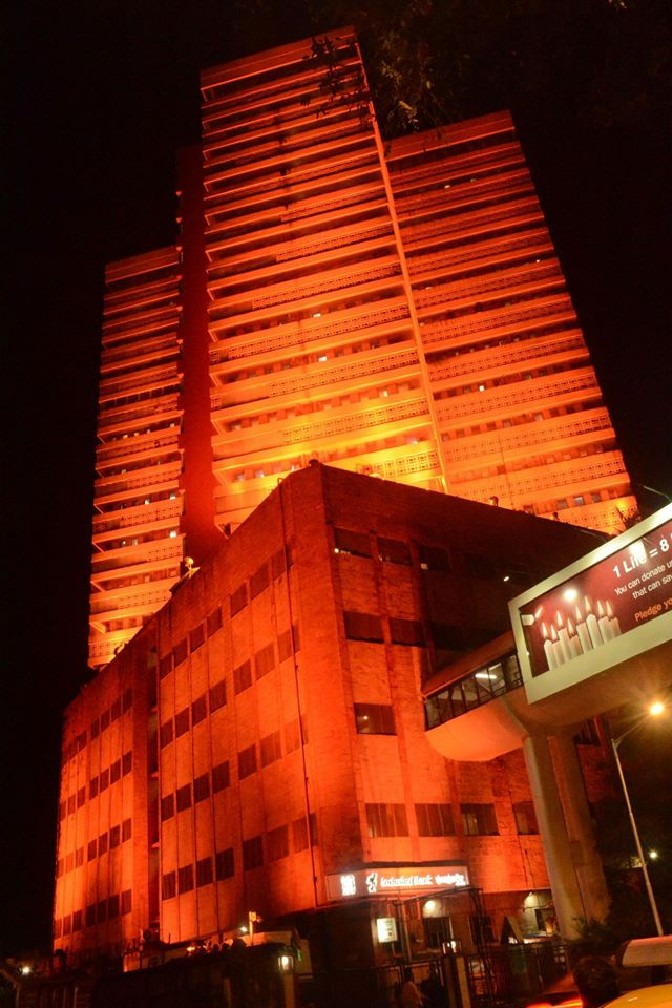
於孟買的P. D. 印度教國家醫院及醫學研究中心。

大多數的估算，顯示在印度的治療費用約為美國或英國同類治療費用的十分之一。透過旅遊在印度尋求的最熱門治療項目包括有替代醫學、造血幹細胞移植（骨髓移植）、心臟繞道手術、眼科手術和關節置換手術。

### 照護品質
印度擁有839家由印度國家醫院與醫療照護提供者認證委員會（NABH）認證的醫院，讓前往印度的患者容易找到最佳的醫生-醫院組合。患者接受治療後，可選擇在醫院或附近的付費住宿休養。許多醫院也提供遠距醫療以進行後續照護的選項。根據一份於2024年發表，評估印度醫療旅遊產業的統合分析，不同醫院的治療成功率存在差異。研究指出，雖然印度在價格競爭力和醫療專業方面具有優勢，但術後照護和病患追蹤方面的不一致性仍是主要問題，因此迫切需要建立標準化流程以為因應。
清奈被譽為"印度醫療保健之都"（參見清奈醫療保健）。該市的綜合和超級專科醫院每天吸引約150名國際患者前往。清奈所吸引來自國外醫療旅遊人士的數目佔全印度的45%，以及國內醫療旅遊客中的30%至40%。該市具有此吸引力的因素包括低成本、入院後幾乎不用花時間等待，以及專科醫院中提供的優良設施。估計該市有12,500張病床，其中僅一半供該市居民使用，其餘則由來自印度其他邦的患者和外國人士共享。 清奈的牙科診所也能吸引大批牙科保健旅遊人士前往。
像麥克斯醫療機構有限公司這樣的私立醫療連鎖機構，已在印度全國各地為多達50,000名外國患者提供諮詢和治療。
印度推廣醫療旅遊，幫助私營企業充分掌握市場機會。
根據Vaidam Health醫療機構聯合創始人Pankaj Chandna的說法：
隨著產業規模不斷擴大，它會引起精明且精通科技企業家的注意，並思考如何趕上那些以傳統方式經營業務已達7-10年的業者。這是現在醫療旅遊領域正發生的事。
根據印度商業和工業部所屬，工商部聯合秘書Darpan Jain的說法：
——印度的優勢在於我們醫生的技能、支援人員、護理人員的素質，以及過去幾年來建立的先進基礎設施，其中一些即使在非常發達的經濟體中也不見得有。
印度其他的醫療旅遊中心還有：班加羅爾、昌迪加爾大都會區、包括古爾岡和法里達巴德在內的國家首都區、齋浦爾、喀拉拉邦、加爾各答和孟買。位於印度北部哈里亞納邦希薩爾機場的擴建計畫，並在其附近興建一500英畝的醫療城是一個討論中的項目，在2021年時仍在規劃中。

### 便利旅遊措施
印度政府已取消對觀光簽證的限制（該限制要求來自波斯灣阿拉伯國家的人連續兩次前往印度之間須有兩個月的間隔時間），而能促進醫療旅遊。該國也為特定國家的遊客實施落地簽證計劃，並允許其基於醫療原因，可在印度停留30天。於2016年，孟加拉國、阿富汗、馬爾地夫、韓國和奈及利亞的公民取得此類的醫療簽證最多。

### 語言
雖然印度有多種官方語言，但其中英語受多數人廣泛使用，幾乎所有醫療專業人員都使用英語。在新德里附近的諾伊達，許多醫院會聘請翻譯人員，方便讓來自巴爾幹半島和非洲國家的患者無溝通問題，方便治療。
大量醫療旅遊公司正為外國人士提供便利，特別是來自阿拉伯語、俄語和英語國家的患者。

## 醫療統計數據
印度商業日報《經濟時報》於2019年11月刊出的一份報告，指出在印度所有醫療旅遊客中，馬哈拉什特拉邦接待其中的27%，清奈接待其中的約15%，喀拉拉邦則接待其中的近5-7%。
根據美國名為《赫芬頓郵報》的網站新聞報導，醫生們談及"企業方式經營醫院"的問題，以及資深外科醫生被告知要向患者推銷手術，即使這些手術並非必要。在一案例中，一名醫生被告知，如果他施行手術的數量不夠多，將被解僱。印度大多數私立營利醫院的醫療服務和用品收費過高，而給該國的公共財政帶來壓力。
俄羅斯多語言報紙《透視俄羅斯》指出，在每年前往世界各地尋求醫療保健，約30萬俄羅斯醫療旅遊客中，前往印度的超過7萬人。

## COVID-19大流行的影響
印度於2020-21年在醫療觀光指數（Medical Tourism Index，MTI）中排名第10位，此項指數是廣泛認可的全球性指標，用於評估各國作為醫療旅遊目的地的表現。
該報告由全球性的非營利組織醫療觀光協會（Medical Tourism Association）編制，根據三個關鍵參數 - 目的地吸引力、照護品質和安全性 - 根據美國人對各國的看法進行排名。當年的MTI中，在46個國家中，排名前5的目的地是加拿大、新加坡、日本、西班牙和英國。值得注意的是印度在有關"設施和服務品質"的指數評分中排名第6，突顯印度醫療旅遊產業在全球中的重要性。
對印度旅遊部（Ministry of Tourism）於2016年至2023年發佈的數據進行分析，突顯印度醫療旅遊產業在醫療旅客流入方面的優勢和脆弱性。資料顯示在2019年達到70萬醫療旅客訪印的高峰後，由於COVID-19大流行，2020年訪印的醫療旅客總人數急劇下降。然而，2020年和2021年醫療旅客在遊客總數中的占比有所增加，事實上，2021年的占比最高，達到21.2%。這表明即使在充滿挑戰疫情的時期，印度作為醫療旅遊目的地的吸引力依然存在。
估計該國於2022年及2023年的醫療旅客數目各為48萬及64萬。
疫情對印度醫療旅遊產業造成顯著的影響，導致產業的收入大幅下降，許多醫院和診所都表示外國患者人數銳減。然而該產業也透過向無法前往印度接受治療的患者提供遠距醫療服務和線上諮詢等方式，來適應不斷變化的環境。
在後疫情時代，隨著疫苗普及和旅行限制放寬，印度的醫療旅遊產業已強勁反彈。此產業於疫情後的趨勢之一是人們對養生旅遊需求的增加。養生旅遊指的是前往某地以維持或改善個人的健康和福祉。印度擁有豐富的阿育吠陀、瑜伽和冥想歷史，自然成為養生旅遊的理想目的地。印度政府可藉由推廣印度作為養生旅遊目的地，強調前述傳統醫學的益處，並支持養生旅遊業者，來利用這一趨勢。

## 印度醫療旅遊的挑戰
印度醫療旅遊雖然已有有若干進展，但挑戰依舊嚴峻，要成為成為醫療中心仍需時日。
1. 宣傳不足： 難以推廣印度先進醫療設施。
2. 國際競爭： 低成本國家如泰國構成強大競爭。
3. 內部不團結： 業者缺乏合作，難以拓展國際市場。
4. 收費混亂： 對外國患者收費不透明且仲介利潤高。
5. 信任危機： 外國患者對印度醫院衛生與服務缺乏信心。
6. 政府問題： 缺乏監管、稅制不合理、官僚障礙等。
7. 保險限制： 保險覆蓋不足、市場不成熟、存在詐欺、海外拒賠。
8. 基礎設施弱： 交通不便、資金缺乏、簽證複雜、翻譯不足、機場設施差。
9. 推廣問題： 缺乏品質認證、醫護培訓不足、缺乏顧客導向。
10. 科技落後： 資訊科技應用不如其他國家普及。

## 延伸閱讀
- Suryanarayan, N. . Russian Journal of Linguistics (Moscow). 2017, 21 (3): 515–529. ISSN 2686-8024. doi:10.22363/2312-9182-2017-21-3-515-529  –Peoples' Friendship University of Russia.
- . Wharton School of the University of Pennsylvania.

## 外部連結

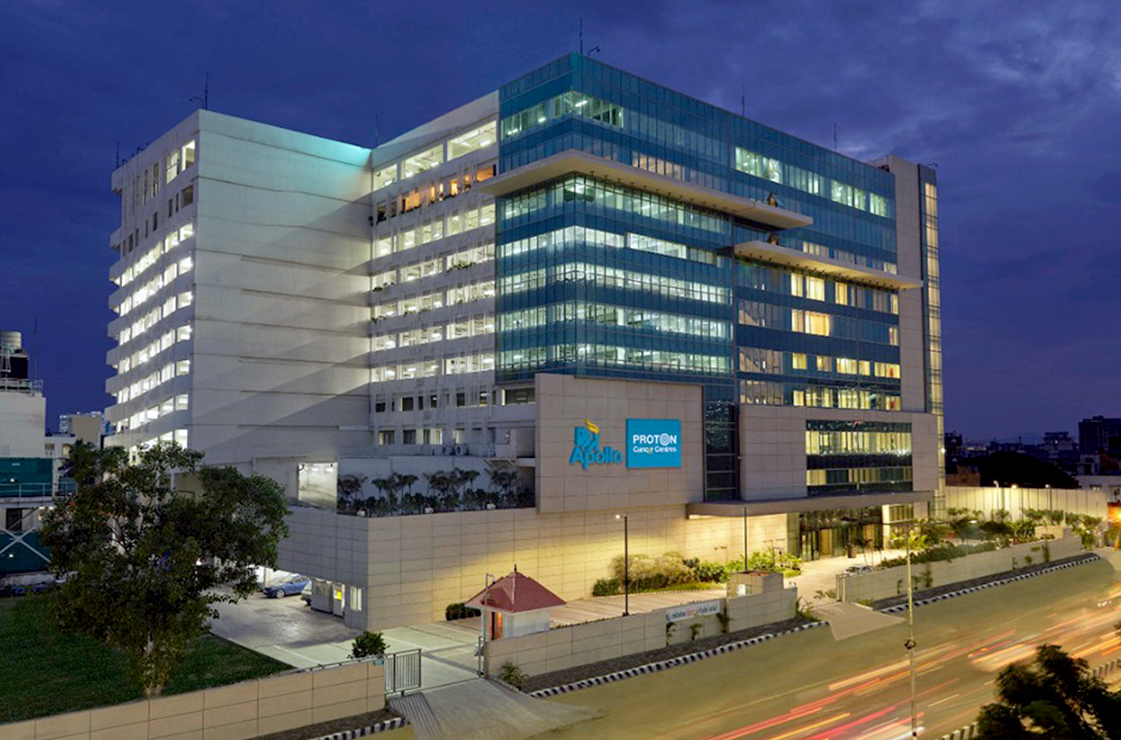
於清奈的阿波羅醫院，為一家質子射線癌症治療中心。

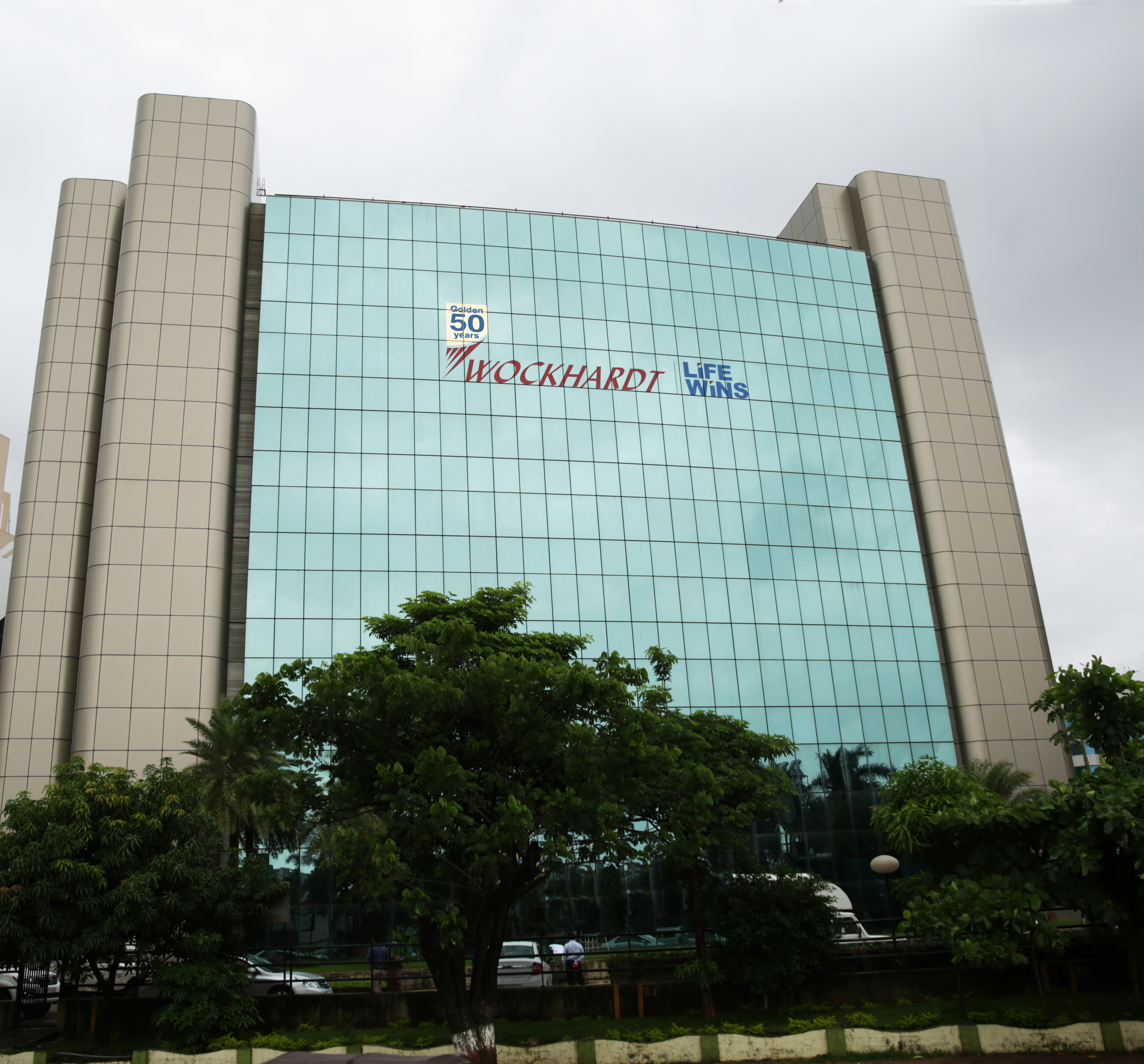
印度製藥和生物技術公司沃克哈特設立的沃克哈特醫院總部。

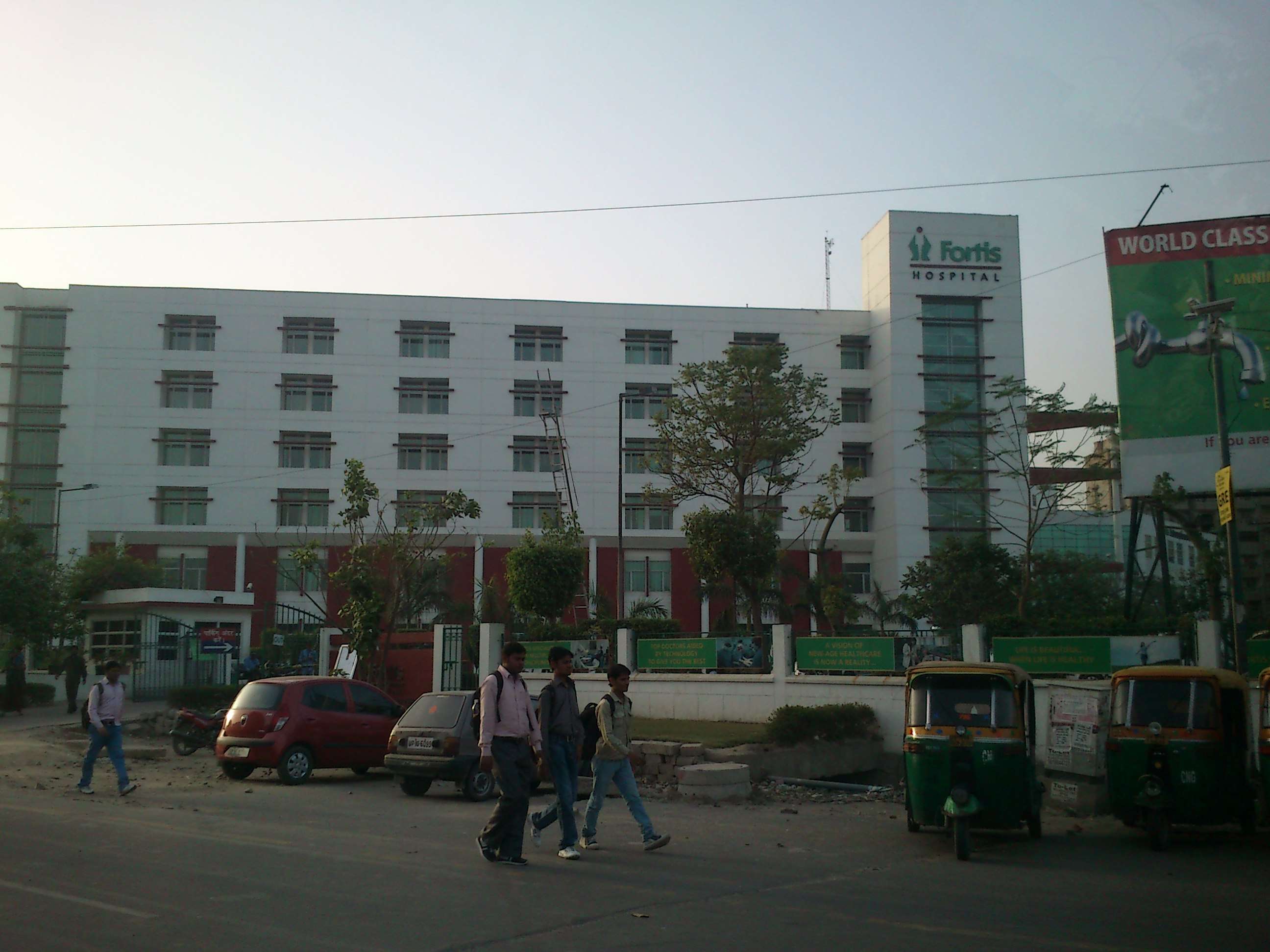
一間於哈里亞納邦古爾岡，由富通醫療有限公司擁有的營利性醫院。

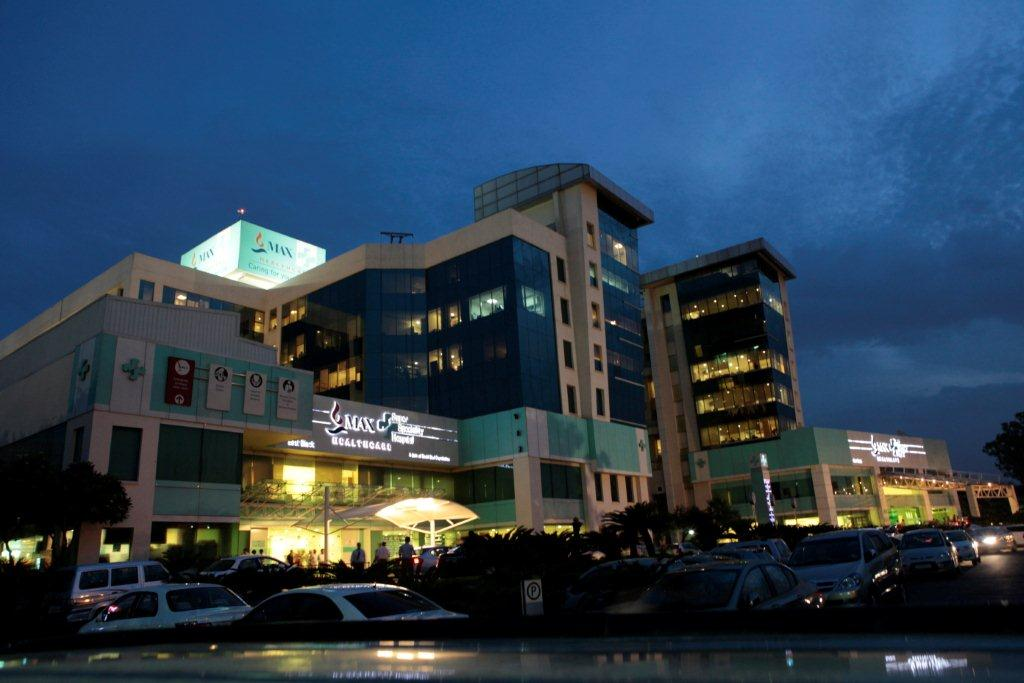
於德里的營利性麥克斯醫療機構有限公司所擁有的醫院之一。

1. Medheal Global - Medical Tourism in India, Providing medical tourism services in India
2. Ferty9 Fertility Center - Ferty9 Fertility Center, Providing medical tourism services in Telangana, India

Template:Tourism in India